# Saci

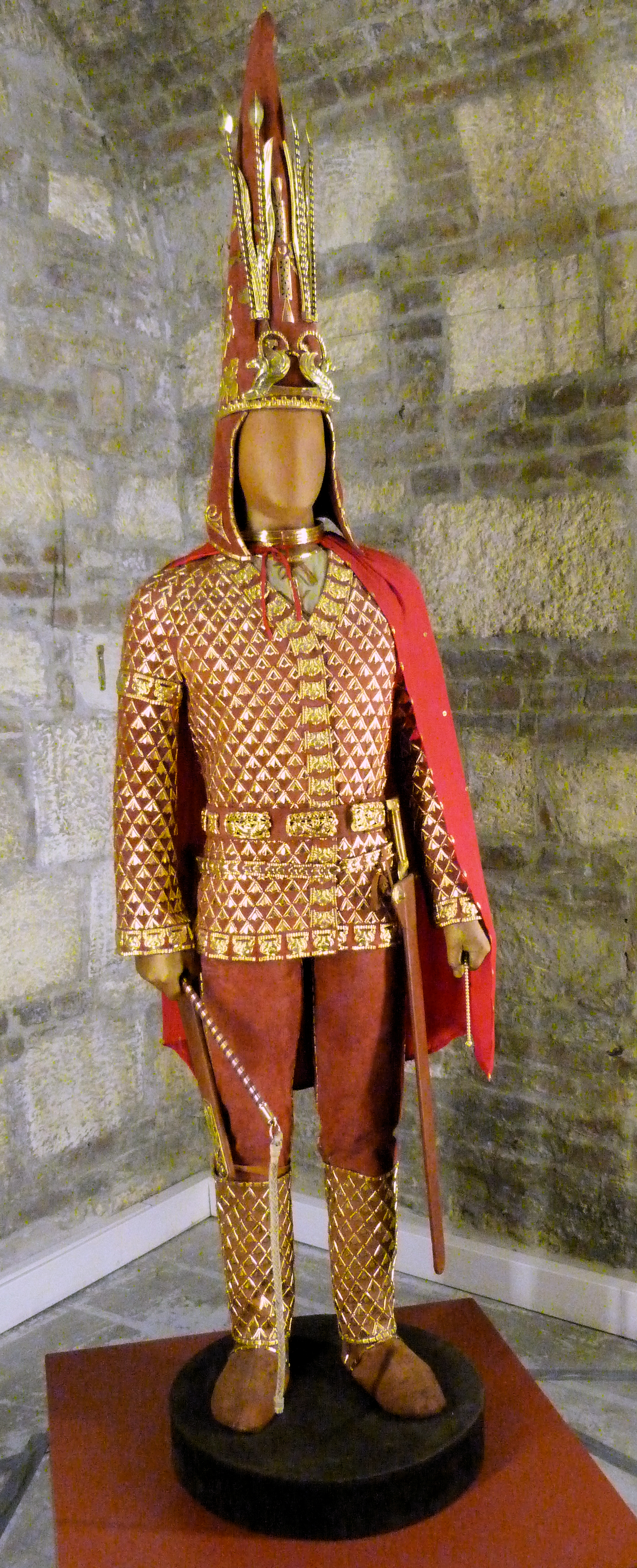
Il Guerriero d'oro dal kurgan di Esik nel Kazakistan sud-orientale. Astana, Museo Nazionale.

I Saci (in persiano antico 𐎿𐎣𐎠, Sakā; in sanscrito शक, Śaka; in greco antico: Σάκαι?, Sákai; in latino Sacae; in cinese 塞S, SāiP) erano un antico gruppo di popolazioni, per lo più nomadi, della Siberia e dell'Asia Centrale, generalmente considerati il ramo orientale degli Sciti, e quindi di stirpe iranica. Ai Saci vengono generalmente associati i Sogdiani, i Massageti, gli Issedoni, i Sacarauli, gli Ashguzai e gli Indo-sciti (Saci migrati nel subcontinente indiano).
I Saci erano strettamente imparentati con gli Sciti europei, entrambi i gruppi derivavano dalla precedente cultura di Andronovo, e la lingua dei Saci faceva parte delle lingue scitiche. Di norma, il nome "Saka" è usato specificamente per gli antichi nomadi delle steppe orientali, mentre "Scita" è usato per quelli che vivevano nelle steppe occidentali. Invece i Cimmeri, che sono stati spesso descritti dai contemporanei come culturalmente sciti, potrebbero essere stati etnicamente differenti dagli Sciti propriamente detti, con i quali i Saci erano imparentati.

## Uso del nome "Saka"
Secondo Erodoto, gli Sciti erano chiamati Sakas (sakā) dai Persiani. Come il termine collettivo "scita" nell'Europa antica, nelle fonti dell'antico Impero persiano achemenide il nome sakā / "sake" era spesso semplicemente un termine generico per indicare qualsiasi abitante della steppa. Ad esempio, l'antica regione di Sakasene dell'Albania caucasica (l'attuale Azerbaigian) e anche la vicina città di Sheki prendevano il nome dall'antico persiano sakā anche se, in realtà, vi si erano stabiliti anticamente nomadi sciti provenienti dalla regione del Mar Nero. Seguendo queste convenzioni, nella letteratura storica greco-romana tutti i popoli nomadi, culturalmente molto vicini, dall'VIII secolo a.C. al I secolo a.C.-III secolo d.C. circa, nell'area tra il basso Danubio, I monti Altaj, la Siberia meridionale e l'Oxus  erano talvolta indicati genericamente come "sciti", mentre nella letteratura iranica erano chiamati "sak" o sakā.
Tuttavia, al giorno d'oggi, si è soliti distinguere tra i gruppi specificamente Sciti (steppe russo-ucraine, ca. VIII-III sec. a.C.), i Sarmati (inizialmente più a est, III sec. a.C.-III sec. d.C. poi migrati nell'area precedentemente scita), i Massageti (VI-III sec. a.C., intorno al Mare d'Aral) e i Saci in senso stretto, nel Kazakistan e Uzbekistan  orientali e nello Xinjiang occidentale. Inoltre, i portatori delle culture archeologiche scite dell'età del ferro nella Siberia meridionale e nell'Altai, che sono sconosciuti per nome, sono spesso distinti dai precedenti e, a volte, riassunti sotto il termine collettivo "Sciti dell'Altai").
Non è chiaro quali associazioni e confederazioni tribali esistessero esattamente nell'area dei Saci in senso stretto. Gli autori greci, in particolare Erodoto, raccontano miti di tribù lontane ad est, tra cui i Melanchlaeni (= uomini neri), gli Ipoerborei (= che vivono al di là del nord), gli Arimaspi (=persone con un occhio solo; lo stesso Erodoto non credeva alla loro esistenza), i "Grifoni custodi dell'oro" (dal nome dell'animale mitico), gli Argippei e gli Issedoni. Nel complesso, tuttavia, queste narrazioni esotiche sono inaffidabili e troppo simili a leggende per dare luogo a classificazioni e localizzazioni certe. Strabone, alcuni secoli dopo, cita altri gruppi tribali nella stessa area: gli Asii, i Pasiani (in altri manoscritti Gasiani), i Tocari (nel XIX/XX secolo elevati a eponimi della lingua tocaria, cosa probabilmente errata) e i Sacarauli. Anche queste associazioni sono incerte causa la grande distanza e la difficile localizzazione.

## Archeologia

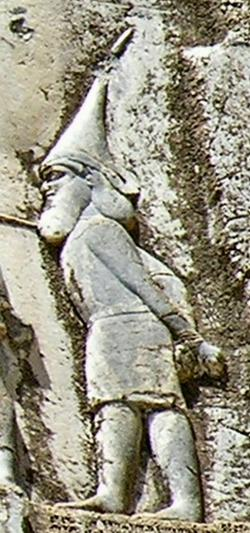
Il re saka sconfitto Skunkha, dal rilievo di Behistun

I Saci vivevano come nomadi in quella che oggi è la steppa kazaka tra il Mare d'Aral, l'area su entrambi i lati dei Monti Tianshan e la Cina occidentale, compresi il Kirghizistan, l'Uzbekistan e il Tagikistan. A differenza della maggior parte degli Sciti, che usavano un copricapo simile al berretto frigio (bashlik), alcuni Saci indossavano berretti di feltro alti e appuntiti, motivo per cui gli autori antichi li chiamavano Sciti dal cappello a punta.
Gli archeologi li associano alla cultura di Issyk-Beshatyr. Lo stile di vita nomade, l'economia pastorale, il culto dei morti e gli oggetti ritrovati nei Kurgan mostrano molte analogie con le altre componenti del mondo scita, tra la Siberia e la regione del Mar Nero. I reperti di scavo risalgono perlopiù al VII/VI secolo a.C. 
Mentre la maggior parte dei riti funerari e delle caratteristiche archeologiche dei Saci è molto simile a quelli di altri gruppi nomadi iranici (Sciti della Russia meridionale-Ucraina, Sarmati, Massageti e culture archeologiche contemporanee nell'Altai e dintorni), con uno stile animalistico condiviso, i calderoni di bronzo (forse usati ritualmente) sono una caratteristica dei Saci e della regione dell'Altai. Questi calderoni di bronzo, poi diffusi in tutta la regione della steppa a partire dall'epoca degli Unni, nel periodo scita erano comuni solo nelle tombe dei Saci e della regione dell'Altai, mentre erano praticamente sconosciuti nelle tombe dei Massageti, dei Sarmati e degli Sciti occidentali. 
Lungo il fiume Syr Darya, parte dei Saci si stabilirono anche in centri abitati, grazie alla disponibilità di sufficienti terreni coltivabili, e lasciarono tombe più sviluppate (ad esempio la tomba a cupola di Balandy, il cimitero di Ujgarak, Tegermansu III). Sembra che in quest'area popolazioni sedentarie e nomadi coesistessero.
I loro immediati vicini erano i nomadi Massageti a nord dello Syr Darya, anche se gli autori greci non riuscivano a fare una distinzione significativa tra le due popolazioni. Erodoto cita anche gli Issedoni e gli Argippei, la cui localizzazione è problematica. Secondo la tradizione greca, anche gli Sciti della regione del Mar Nero provenivano dall'Oriente. Gli abitanti della Battriana e del Gandhāra erano i vicini sedentari meridionali dei Saci.
Il tesoro d'oro afghano di Tillia Tepe è attribuito ai nomadi Saci, probabilmente Saka in senso stretto, forse anche Yuezhi.

### La cultura di Tasmola
Dalla necropoli di Tasmola prende nome l'omonima cultura, sviluppatasi in tre fasi: la prima intorno al VII-VI secolo a.C., la seconda nel V-IV secolo a.C. e la terza nel III-I secolo a.C. A questa cultura appartengono i "kurgani con i baffi", orientati ad est, circondati da un doppio recinto di pietra e un kurgan principale con la tomba del defunto ed uno laterale per i cavalli, forse da collegarli al culto solare e alla sepoltura nobiliare. Nelle sepolture maschili sono stati scoperti diversi reperti tra cui armi, punte di freccia, pugnali, teste di cavallo ornate di ricchi finimenti, fermagli d'osso o di corno e placchette di bronzo; in quelle femminili, invece, specchi di bronzo e incensieri ovali di pietra. Successivamente, iniziano a mancare le teste di cavallo e le armi.

### La cultura dei Sauromati
Questa tribù è nota attraverso le fonti greche. Erodoto, storico greco del V secolo a.C. e l'anonimo autore del Periplo del Ponto Eusino del VI secolo a.C. Il primo informa che tale popolo nacque dall'unione degli Sciti con le Amazzoni, il secondo, invece, che gli uomini erano sudditi delle donne. Le tribù dei Sauromati sono rappresentate dalle necropoli di Besoba, Syntas e Nagornensk. Le tombe sono composte da tronchi di legno o circolari o rettangolari o ovali, con corridoio di accesso. A volte si trovano sepolture collettive. I ritrovamenti all'interno delle tombe sono punte di frecce di bronzo, pugnali di ferro, finimenti per cavalli, coltelli di ferro a lama stretta, vasi d'argilla con il fondo piatto, morsi per cavallo, fibbie di bronzo, ganci di ferro per faretre con decorazioni zoomorfe. Le donne erano tenute in grande considerazione, tanto da avere tombe con portali, di funzione sacrale. Rilevante il ruolo sacerdotale delle suddette.

### Il Kurgan di Issyk
Il Kurgan di Issyk faceva parte di una necropoli abbastanza estesa. Essa conteneva 40 tombe, cronologicamente collocabili tra il V e il III secolo a.C. Geograficamente, invece, si trovava nella zona del Semireč'e e di Almaty. Il tumulo era alto 6 metri e aveva un diametro di 60 metri. Era composto di strati di ghiaia, argilla e pietrisco. Copriva due tombe. La tomba principale era già stata saccheggiata quando fu scoperta. Nell'altra invece fu rinvenuta con tutti gli arredi ed il seppellito. La camera funeraria era strutturata in forma rettangolare, con pareti lignee di legno d'abete orizzontalmente posti. Il defunto era supino, il capo volto ad ovest, la mano destra sull'inguine ed il braccio sinistro lungo il fianco. Il pavimento su cui giaceva era ricoperto da una stuoia di stoffa ornata con placche d'oro. Intorno i vasi contenenti i cibi del banchetto rituale, contenitori di legno, di argilla, brocche, mestoli, piatti, due coppe argentee, di cui una con un'iscrizione di 26 segni. Invece in una ciotola di bronzo sono stati rinvenute placche d'oro, a forma di becco e di artigli rapaci. Una coppa di bronzo ai piedi del defunto.

### La cultura dei Sarmati
La necropoli di Prochorovka ha conservato reperti risalenti al V secolo. Abbiamo sepolture collettive di famiglie aristocratiche ma anche singole di guerrieri e di donne. Esse sono rettangolari, strette e fornite di scalini o in tombe a camera con corridoio di accesso. In esse, sia quelle maschili che femminili, ci sono frecce di ferro ad incastro, spade lunghe, pugnali, catafratte sia per l'uomo che per il cavallo.

## Linguaggio
Il consenso degli studiosi moderni è che la lingua iranica orientale, antenata delle lingue del Pamir in Asia centrale e della lingua medievale Saci dello Xinjiang, fosse una delle lingue scite. Prove della lingua medio-iranica "scita-khotanese" sopravvivono nella Cina nordoccidentale, dove sono stati rinvenuti documenti in lingua khotanese, che vanno da testi medici a testi buddisti, principalmente a Khotan e Tumshuq (a nord-est di Kashgar). Essi sono in gran parte antecedenti all'islamizzazione dello Xinjiang sotto il Khanato Kara-Khanid di lingua turca. Documenti simili, i manoscritti di Dunhuang, sono stati scoperti scritti in lingua khotanese e risalgono per lo più al X secolo.
Le attestazioni della lingua saka dimostrano che si trattava di una lingua iranica orientale. Il cuore linguistico del Saka era il Regno di Khotan, che aveva due varietà, corrispondenti ai principali insediamenti di Khotan (ora chiamato Hotan) e Tumshuq (ora chiamato Tumxuk). Le varietà tumshuqese e khotanese di Saka contengono molti prestiti dalle lingue medio-indo-ariane, ma condividono anche caratteristiche con le moderne lingue iraniane orientali Wakhi e Pashto.
L'iscrizione di Issyk, un breve frammento su una coppa d'argento rinvenuta nel kurgan di Issyk in Kazakistan, è ritenuta un primo esempio di Saka, costituendo una delle pochissime tracce epigrafiche autoctone di questa lingua. L'iscrizione è in una variante di Kharosthi. 
Il cuore del Saci fu gradualmente conquistato durante l'espansione turca, a partire dal VI secolo, e l'area fu gradualmente turchizzata linguisticamente sotto gli Uiguri.

## Popoli affini o imparentati con i Saci

### Sogdiani

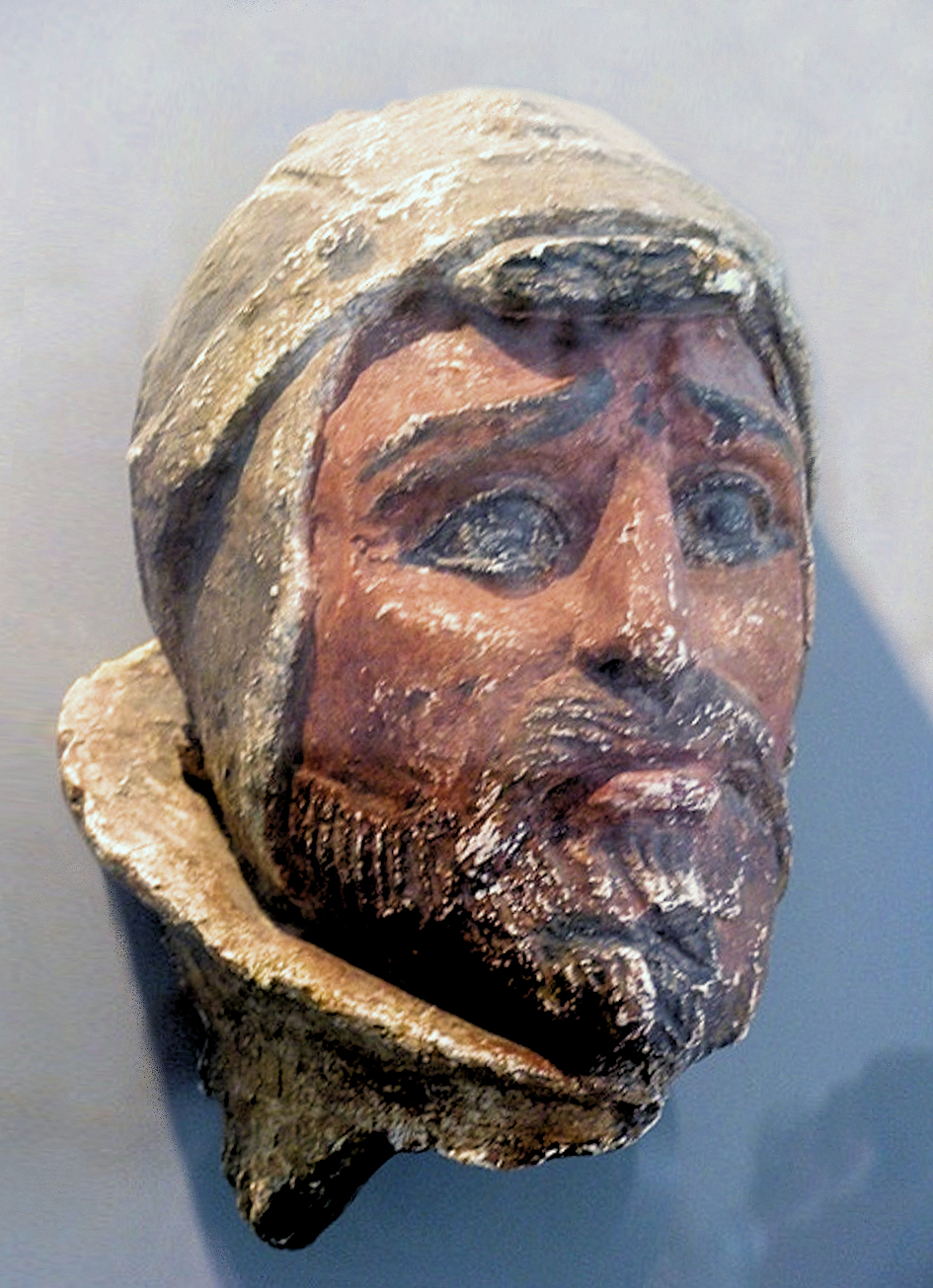
Testa di guerriero Saka dal palazzo Kushan di Khalchayan

La Sogdiana (Uzbekistan meridionale e Tagikistan Occidentale), provincia o satrapia dell'Impero persiano Achemenide, prende il nome dalla popolazione originariamente di tipo Saca.
Vi si parlava un dialetto iranico almeno fino alla conquista mongola (tutt'oggi però continua ad essere parlato nella valle dello Yaghnob, in Tagikistan, lo yaghnobi, l'ultima forma di sogdiano sopravvissuta fino ai nostri giorni).

### Sageti
Con il termine Sageti venivano indicate dagli storici dell'antica Grecia alcune tribù scitiche. In particolare Erodoto cita le tribù dei Massageti (gr. Μασσαγέται) e dei Tissageti (gr.Θυσσαγέται), nei cui nomi il termine Sageti compare preceduto probabilmente da un aggettivo.
Secondo recenti studi il nome Sageti deriva dal protoindoeuropeo *Swagwau-tas, termine con cui nel IV-III millennio a. C. veniva indicata una popolazione nomade protoscitica che occupava le praterie dell’Asia centrale tra gli attuali Kazakistan e Uzbekistan. Il nome  *Swagwau-tas, deriverebbe da *swa-gwaus, termine cui si può attribuire il significato di “vacca propria”, “vacca addomesticata” o “mandria di buoi”. La derivazione *Swagwau-tas avrebbe quindi indicato un popolo che, avendo addomesticato il bue selvatico (uro), si era specializzato nell’allevamento di grandi mandrie di buoi. 
Tra il III e il II millennio a. C. alcune tribù di *Swagwautas si concentrarono a meridione in un territorio più circoscritto, che da essi prese nome: *Swagwautàn o *Swagwautana, paese degli *Swagwautas. Dal termine, attraverso le forme intermedie *Sagatana e *Sagtana, si ricavano le forme storiche Suguda, Sukhda, Sogdia (gr. Σόγδια), Sogdiana (gr. Σογδιανή). La parte restantente continuò a spostarsi nelle praterie più settentrionali, coprendo distanze maggiori. In tal modo poté disporre di più ampi pascoli e nutrire grandi mandrie (*magaswagwaus; cfr. gr. μέγας, lat. magis, mag-nus, ma’-ior e mag-simus, sans. maha). Questi Sageti furono probabilmente distinti come *Magaswagwautas o *Magsagatas, allevatori di grandi mandrie, ovvero Massageti.  Erodoto colloca i Massageti oltre il fiume Arasse e ad Est del Mar Caspio, confinanti con la popolazione scitica degli Issedoni (gr. Ἰσσηδόνες). 
Il nome dei Thyssageti è stato derivato da *Thyrswagwautas, termine con il quale veniva indicata una tribù di *Swagwautas che abitava in una zona di confine  (cfr. gr. θύρα, porta) con popolazioni sinantropidi, con le quali si era incrociata modificando morfologia e lingua. I *Thyrswagwau-tas erano probabilmente indicati anche col nome *Thyrswagwau-nas, da cui deriva il nome degli Issedoni, e coi nomi *Thyrgwau-nas e *Thyrgwau-as, dai quali si possono derivare anche le forme *Thyrghunas, *Thyr’unas, *Thyrsunas, *Thyrk-, Huna e *Sunas, che ricordano gli etnonimi dei Tyrsini (gr. Τυρσηνοὶ), degli Unni. e dei Turchi.

### Massageti
I Massageti, possono definirsi come "Saci dell'Asia Centrale". Il nome ha un chiaro significato in iranico: grande orda Saca (dall'Indo-iranico maha "grande"). Questo confermerebbe l'appartenenza agli Iranici. Un anonimo sofista dell'antica Grecia nella sua opera "Ragionamenti doppi" scriveva: «I Massageti squartano i genitori e se li mangiano, perché pensano che l'esser sepolti nei propri figli sia la più bella sepoltura; invece se qualcuno lo facesse in Grecia, cacciato in bando morirebbe con infamia, come autore di cose turpi e terribili.».

### Issedoni
Erodoto scrive: 
(Erodoto, Storie, IV, 13)
A parte il riassunto di Erodoto, del poema di Aristea ci sono giunte solamente alcune citazioni del bizantino Tzetzes ("Chiliades", VII 687-692): un verso ricorda gli Issedi come orgogliosi dei loro lunghi capelli (frammento 3 Bolton) e altri cinque versi ci presentano gli Arimaspi come confinanti settentrionali (presumibilmente degli Issedoni), guerrieri valorosi, allevatori (di cavalli, pecore e buoi) e dotati di un occhio solo, folta capigliatura ed eccezionale vigore (frammenti 4 e 5 Bolton).
Tolomeo parla di una città Issedon Serica, nel paese dei Seri (probabilmente odierna Khotan nello Xinjiang, dove anticamente si parlava un dialetto iranico, il khotanese, una variante del Sogdiano).
Per quanto riguarda il nome Arimaspi questo può essere compreso tramite l'iranico ariama+aspa=coloro che amano i cavalli, che ben si adatta a popolazioni nomadi a cavallo dell'Asia centrale.

### Sacarauli
Vengono nominati da Strabone nella Geografia (ma a volte si trova Sakarauke) tra le tribù che distruggono il regno greco della Battriana (Afghanistan), insieme ai Tocari, gli Assi, i Passiani (tutte tribù di identificazione incerta). 
Fondarono l'Impero Kushan e il regno delle Satrapie Occidentali.
Affini ai Sacarauli, sono i Sagaruce, ricordati da Tolomeo a est del Mar Caspio ed i Sakaraukae che divennero la tribù dominante tra gli Sciti Amirgi.

### Ashguzai
Vengono nominati nelle cronache tardo-assire (700 a.C.) a causa delle numerose devastazioni inflitte agli Assiri.
Gli Ashguzai sono forse presenti addirittura nell'Antico Testamento, nella cosiddetta tavola delle nazioni, col nome di Askenaz, comunque poco probabile perché Askenaz vorrebbe dire o "Germania" o "Ebrei della Germania", nel caso degli Ashguzai una parentela con i popoli semiti è da escludere.

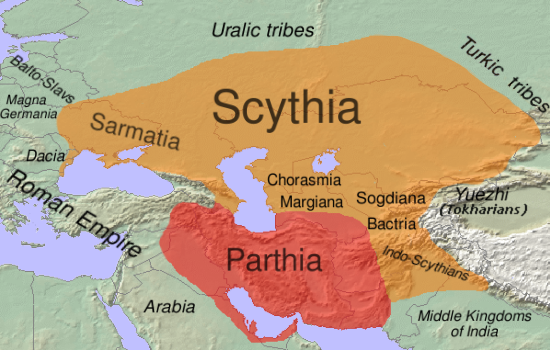
Estensioni delle popolazioni scitiche e saci nel I secolo

### Indo-Sciti
La regione dell'odierno Afghanistan e dell'Iran in cui i Saci si trasferirono divenne nota come "terra dei Saka" o Sakastan. Ciò è attestato da un'iscrizione Kharoshthi contemporanea rinvenuta nella città di Mathura, appartenente al regno degli indo-sciti (200 a.C. - 400 d.C.) nell'India settentrionale, più o meno nello stesso periodo in cui i cinesi riportano che i Saci avevano invaso e colonizzato il paese di Jibin 罽賓 (cioè il Kashmir). Nella lingua persiana dell'Iran contemporaneo il territorio di Drangiana era chiamato Sakastāna, in armeno Sakastan, con equivalenti in greco e nella lingua medio-persiana usata a Turfan, nello Xinjiang. I Saka conquistarono anche Gandhara e Taxila e migrarono nell'India settentrionale.
Più a sud nel subcontinente indiano si svilupparono nelle satrapie settentrionali, poi conquistate dai Kushan, e nei regni indipendenti delle satrapie occidentali.